# Cartel de La Guajira
El Cartel de La Guajira se refiere a una organización criminal originaria de Maicao que opera en la península de La Guajira sobre el mar Caribe, al norte de la frontera entre Colombia y Venezuela. Su territorio base es la ciudad de Maracaibo y gran parte del Estado Zulia en Venezuela, también abarca el departamento de La Guajira en Colombia; en especial Maicao, y al norte del departamento del Cesar; en particular, su capital Valledupar, compaginando así con el territorio histórico del Pueblo wayú, a la que pertenecen algunos de sus miembros. El cartel se especializa en el control de contrabando de todo tipo de insumos; armas, minerales, carros robados, ganado y narcotráfico. También cometen todo tipo de robos, extorsiones, sicariato, amenazas, secuestros y usura. 

## Rutas de la droga
El cartel procesa la droga en los departamentos colombianos del Cesar, La Guajira y Sur de Bolívar, que luego es transportada hacia Venezuela pasando por los estados de Apure, Zulia, la región de la península de Paraguaná en el Estado Falcón, Caracas —capital de Venezuela—, y luego a la Isla de Margarita en el estado Nueva Esparta, donde es exportada a otras islas del Caribe como República Dominicana y Haití, con destino a Estados Unidos y Europa.

## Tráfico de armas
El cartel también trafica con armas en el mercado negro, siendo proveedor del extinto del grupo narcoparamilitar Bloque Norte de las Autodefensas Unidas de Colombia (AUC).

## Secuestros
Miembros del cartel de La Guajira también han practicado secuestros extorsivos. Una de las bandas sicariales afines al cartel fue acusada del secuestro, el 17 de mayo de 2013, de los ciudadanos españoles María Concepción Marlaska y Ángel Sánchez Fernández.

## Relaciones con el Cártel de los Soles
El general en retiro de Venezuela, Clíver Alcalá, contrajo matrimonio en 2012 con Marta González, una sobrina del capo del Cartel de La Guajira, Hermágoras González, recluido en El Helicoide. Alcalá fue general de la IV División Blindada y Guarnición de Maracay, y fue edecán militar de Hugo Chávez. El gobierno de Estados Unidos ha acusado a Alcalá de ser miembro del Cártel de los Soles, liderado por Nicolás Maduro y su cúpula, quienes lideran el régimen chavista en Venezuela. Según el medio colombiano Caracol Radio, el matrimonio entre Alcalá y González habría significado una alianza entre los carteles de La Guajira y el de Los Soles. Alcalá rompió filas con el gobierno en 2015 y, desde ese entonces, se refugió en Barranquilla, Colombia. El 28 de marzo de 2020, Alcalá se entregó a la DEA en Colombia, requerido en Estados Unidos por narcotráfico y lavado de activos en sus cortes federales.

### Caso de los narcosobrinos
El Cartel de La Guajira también fue prominente en el caso de los narcosobrinos, en el que dos sobrinos de la primera dama venezolana, Cilia Flores, esposa del presidente venezolano Nicolás Maduro, llamados Efraín Antonio Campo Flores y Francisco Flores de Freitas, fueron arrestados por fuerzas de seguridad de la Administración para el Control de Drogas (DEA) estadounidense el 10 de noviembre de 2015 en Puerto Príncipe, Haití, después de que estos hubiesen tratado de transportar 800 kilogramos de cocaína a los Estados Unidos. Los narcosobrinos negociaron la droga con el jefe del Cartel de La Guajira directamente. El cartel guajiro también realizó negocios directos relacionados al narcotráfico con el vicepresidente venezolano Tareck El Aissami, el Cartel de los Soles y Walid Makled.

## Miembros
- Hermágoras González Polanco alias "El Gordito González" o "Armando González Apushana": Ciudadano colombovenezolano, capo del cartel de La Guajira, y responsable de los cargamentos de droga más grandes que pasan por Venezuela.[4]  Fue también miembro del Frente Contrainsurgencia Wayuú del Bloque Norte de las AUC.[11] González fue capturado en la región del Sur del Lago de Maracaibo por funcionarios del gobierno venezolano el 9 de marzo de 2008 en un operativo antidrogas.[12]
- José María Barros, alias "Chema Balas": Miembro del cartel.[4]
- Salomón Camacho Mora, alias "Papa Grande": Principal socio de Hermágoras González Polanco en el cartel de La Guajira.[3] Fue miembro del Cartel de la Costa.
- Javier Enrique Bedoya Materán: Encargado del lavado de activos obtenidos del narcotráfico para el cartel, además coordinaba operaciones de narcotráfico hacia Europa vía Venezuela.[13]
- José Ángel Palmar Jusayú, alias "El Pale": Miembro del cartel.[4]
- Arnulfo Sánchez González, alias "Pablo". Originario del departamento de Casanare, era miembro y jefe del Frente Contrainsurgencia Wayuú del Bloque Norte de las AUC, pero nunca se desmovilizó con la organización paramilitar en el 2006, y continuó operando como Bacrim en la Alta Guajira al servicio del cartel de La Guajira.[14]
- Edmundo González, alias "Peco": Residenciado en Estados Unidos, socio del operador financiero y ganadero colombiano José Hernández Aponte alias "Ñeñe Hernández" y el narcotraficante, lavador de activos y prestamista colombiano Carlos Rodríguez Gómez.[15]
- Fabio Javier Gutiérrez Pacheco (†) alias "Cañarete": Miembro del cartel. Fue asesinado en agosto de 2008 en Baní, en el sur de la República Dominicana.[16]
- Víctor Ojeda (†): Miembro del cartel de La Guajira, comerciante y contrabandista con base en Maicao. Junto a su compañera sentimental, alias "La Chachi" Hernández se aliaron con Rodrigo Tovar Pupo alias "Jorge 40", jefe del Bloque Norte de las AUC para comercializar droga que los paramilitares obtenían en el Cesar para luego enviar por las rutas del cartel hacia el Caribe. Fue asesinado en 2004 en el municipio de Maicao.[17]
- Ranfi González Iguarán: Miembro del cartel y hermano de Leonel González Iguarán.
- Leonel González Iguarán: Miembro del cartel y hermano de Ranfi González Iguarán.
- Benjamín  Calderón: Miembro del cartel.
- Francisca Sierra (†), alias "Mamá Franca":[18][19] Fue una matrona Wayúu y lideró a uno de los clanes familiares que son miembros del cartel. Según el portal Las2orillas, Sierra presuntamente fue "cercana al expresidente Uribe y aliada política del presidente Duque", y "tenía mando de sangre con los 2 jefes de la banda que tiene asolada la Alta Guajira", llamada Los Pingüinos.[18] Sierra estuvo vinculada a casos de corrupción electoral con la compra venta de votos en el departamento guajiro.[18] Sierra también incursionó en la política siendo Diputada de la Asamblea Departamental de La Guajira y concejal del municipio de Maicao.[20] Falleció en 2020 en la ciudad de Barranquilla contagiada de COVID-19.
- Marta Dinora Hernández Sierra, alias "La Chachi Hernández": Miembro del cartel. Fue viuda de Víctor Ojeda y fue también compañera sentimental de José Luis González Crespo, exgobernador del departamento de La Guajira que fue condenado por corrupción.[19] Fue asesinada en 2012 en Santa Marta por órdenes de Kiko Gómez y Marquitos Figueroa.[21] Alias "La Chachi" era hija de la líder Wayúu en Maicao, Francisca Sierra, conocida como "Mamá Franca".[19] Su hermano Wilbert José Sierra Hernández fue nombrado gobernador del departamento de La Guajira por el presidente Iván Duque.[22]
- Víctor Iván Ojeda Hernández: Miembro del cartel e hijo de Víctor Ojeda y la "Chachi" Hernández.[23]
- Jimmy Pinto: Miembro del cartel.
- Santander Lopesierra, alias "El Hombre Marlboro": Político, contrabandista y narcotraficante, miembro del cartel. Fue extraditado a Estados Unidos en 2003 y condenado a 25 años de cárcel en ese país. Fue liberado en 2021 tras cumplir parte de su condena.[24][25][26] Fue candidato a la alcaldía del municipio de Maicao debido a que su candidatura fue revocada por el Consejo Nacional Electoral.
- Carlos Lopesierra: Hermano de Santander Lopesierra, fue extraditado a Estados Unidos junto a su hermano en 2003.[25] Regresó a La Guajira, Colombia luego de purgar su pena y quedó en libertad.[25]
- Eudo González Polanco (†): Miembro del cartel y hermano del capo Hermágoras González Polanco.[24] Murió en Venezuela el 10 de febrero de 2004, luego de una violenta operación en la que se enfrentó a tiros con funcionarios de la Disip y el CICPC.[27]
- Alexander Paz Paz (†): Fue asesinado en septiembre de 1992 en Ciénaga y mantuvo vínculos directos con el Cartel de Medellín. Paz operaba desde la ciudad venezolana de Maracaibo, Estado Zulia.[28]

### Los Pingüinos
Una de las bandas de sicarios y atracadores asociadas al cartel de La Guajira es conocida como "Los Pingüinos", la cual es liderada por Jorge Pana, alias "La Ley", y su hijo Cristian Pana, alias "Pingüino". Estos dos hombres son también parientes cercanos de Francisca Sierra.